# Rabia
Rabia je francouzsko-belgicko-německý dramatický thriller z roku 2024, který režírovala Mareike Engelhardt. Snímek měl světovou premiéru na filmovém festivalu v Angoulême dne 27. srpna 2024.

## Děj
Jessica, devatenáctiletá francouzská zdravotní sestra v nemocnici, kde pečuje o seniory, chce změnit svůj život. Odchází se svou nejlepší kamarádkou Laïlou do Sýrie, aby se připojily k Islámskému státu. Po příjezdu do Rakky se ocitnou v domě pro budoucí manželky bojovníků a ocitnou se pod kontrolou ženy přezdívané Madame, která zde vládne tvrdou rukou. Zatímco Laïla si našla manžela, Jessica po velkém utrpení kvůli své neposlušnosti pochopí, že udělá nejlépe, když se podřídí Madame. Laïla později spáchá sebevraždu a Jessica si uvědomí závažnost své situace. Rozhodne se uprchnout s dcerou Laïly, přičemž využije útoku koaličních sil na Rakku.

## Obsazení
| Megan Northam  | Rabia      |
| Lubna Azabal   | Madame     |
| Natacha Krief  | Laïla      |
| Lena Lauzemis  | Oum Maryam |
| Andranic Manet | bojovník   |

## Ocenění
- César: nominace v kategorii nejslibnější herečka (Megan Northam)